# (32363) 2000 QX136
2000 QX136 (asteroide 32363) é um asteroide da cintura principal. Possui uma excentricidade de 0.17942490 e uma inclinação de 6.61036º.
Este asteroide foi descoberto no dia 29 de agosto de 2000 por LINEAR em Socorro.